# Crassula aquatica
Crassula aquatica là một loài thực vật có hoa trong họ Crassulaceae. Loài này được (L.) Schönland miêu tả khoa học đầu tiên năm 1891.